# Ich hass dich
Ich hass dich ist ein Pop- und Rapsong der deutschen Sängerin Nina Chuba, in Zusammenarbeit mit dem deutschen Rapper Chapo102. Das Stück erschien im Oktober 2022 als sechste Singleauskopplung aus ihrem Debütalbum Glas und wurde zu einem Top-10-Hit.

## Hintergrund

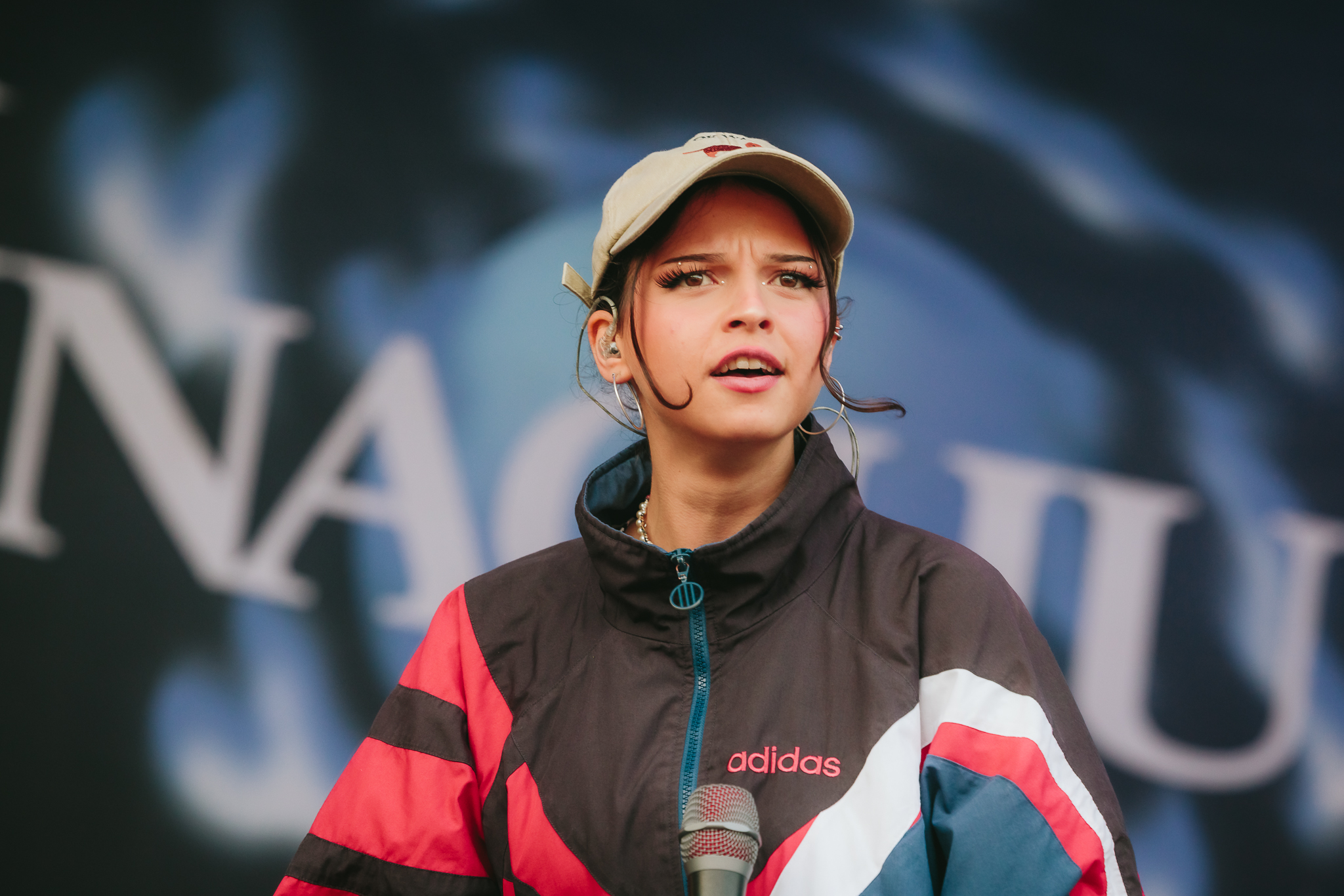
Nina Chuba (2022) beim Rocken am Brocken

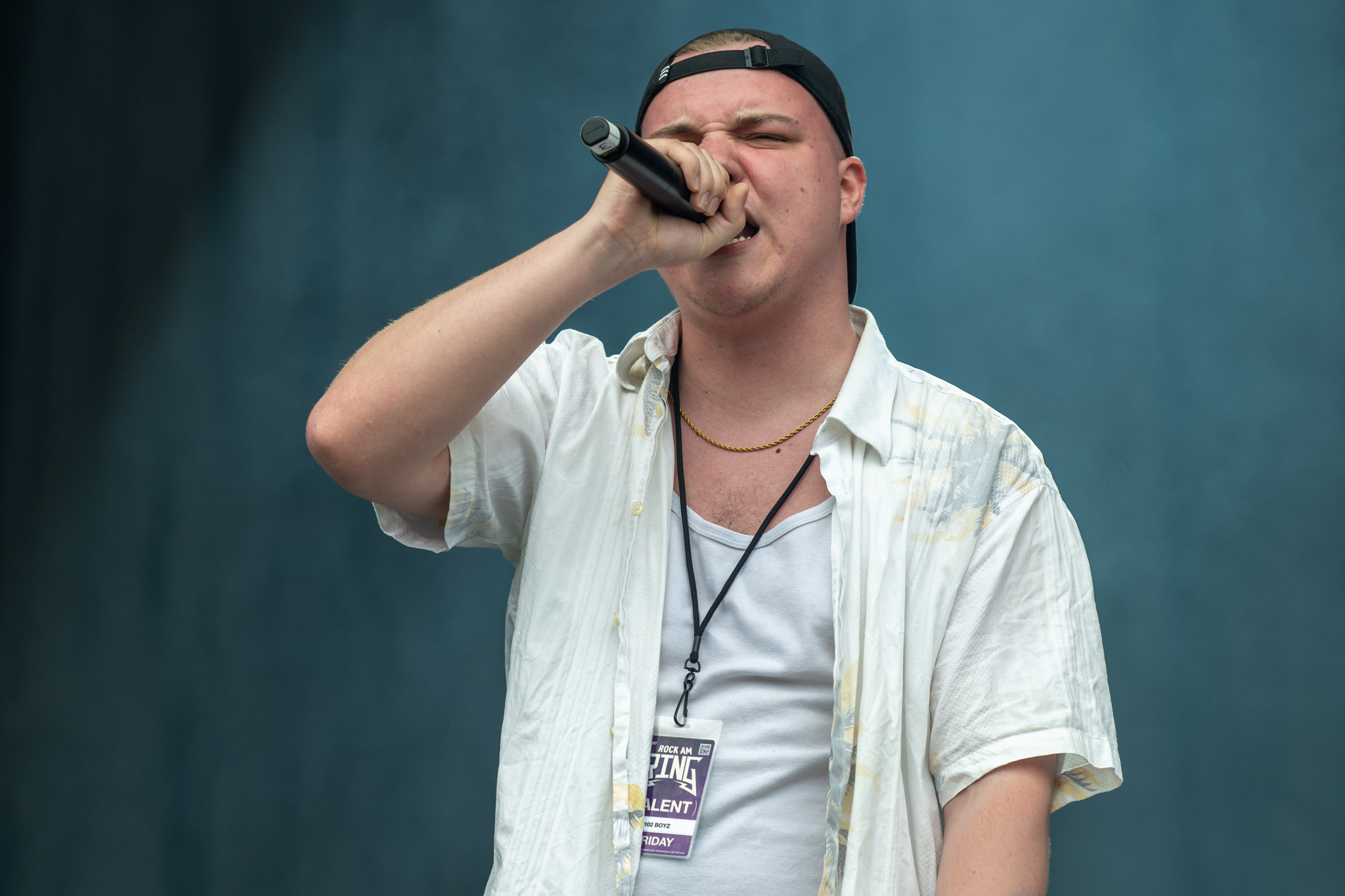
Chapo102 (2022) beim Rock im Park

Die Erstveröffentlichung von Ich hass dich erfolgte als digitaler Einzeltrack zum Download und Streaming am 7. Oktober 2022 bei Jive Records. Bereits vorher wurde das Lied und vor allem der Refrain durch einzelne Snippets auf der Plattform TikTok bekannt. Am 24. Februar 2023 erschien es als Teil von Chubas Debütalbum Glas, dessen vierte Singleauskopplung es ist.
Getextet und komponiert wurde das Lied gemeinsam von den beiden Interpreten Nina Chuba (Nina Kaiser) und Chapo102 (Jascha Schmuhl) sowie dem Münchener Musiker Flo August. Als Komponist trat zudem Khrome030 in Erscheinung. Flo August zeichnete darüber hinaus für die Produktion verantwortlich.

## Inhalt
In dem Lied Ich hass dich rappen die beiden Protagonisten über das Leben einer sehr privilegierten Person, die nicht namentlich benannt wird. Laut Carlotta Krawczyk greift der Text „unzählige Klischees der Oberschicht auf“, wobei konkret „teure Autos, Urlaubshäuser und ein Luxus-Lifestyle“ benannt werden. Die beschriebene Person kommt „aus einer Akademikerfamilie, ihre Eltern leben nicht getrennt und sie legt erfolgreich in Aktien an“ und „alles scheint der Person möglich, als würde es ihr zufliegen. Dazu kommen ein perfektes Aussehen und ein erfolgreiches Liebesleben.“  Nina Chuba und Chapo102 thematisieren hierin mangelnde Chancengleichheit und soziale Unterschiede. Der Ton sei „gehässig und wird verstärkt durch vulgäre Worte, die die starke Abneigung betonen.“
In dem eingängigen Refrain zeigen die Beteiligten ihre Abneigung gegen diese Person und vor allem dagegen, dass ihr offensichtlich alles gelingt:

„Ja, ich hass dich, wieso kommst du so gut an bei den Mädels an der Bar?

Merkt denn niemand, was du sagst, ist alles Plastik?

Ich glaub, ich hass dich.“

Obwohl sowohl Nina Chuba wie auch Chapo102 vor allem als Rapper bekannt sind, schrieb Pia Schneider über die Musik: „‚Ich hass dich‘ [klingt] sogar fast schon mehr nach Indie-Rock-Banger als nach Rap-Abfahrt.“

## Kommerzieller Erfolg

### Chartplatzierungen
Ich hass ich stieg erstmals am 14. Oktober 2022 auf Rang acht der deutschen Singlecharts ein und blieb dort zwei Wochen. Das Lied konnte sich bis September 2023 durchgehend in den Top 100 platzieren und stieg danach nochmals jeweils im Oktober und November 2023 ein, die letzte Chartplatzierung hatte es am 27. September 2024 inne. Insgesamt konnte es sich 87 Wochen in den deutschen Singlecharts platzieren.
In Österreich erreichte das Lied am 18. Oktober 2022 auf Rang 17 die Charts und platzierte sich in der Folgewoche auf Platz zwölf, insgesamt war es dort 13 Wochen vertreten. In der Schweiz stieg es am 16. Oktober 2022 auf Rang 31 ein und blieb insgesamt vier Wochen in den Charts.
| ChartsChartplatzierungen | Höchstplatzierung | Wochen |
| ------------------------ | ----------------- | ------ |
| Deutschland (GfK)        | 8 (87 Wo.)        | 87     |
| Österreich (Ö3)          | 12 (8 Wo.)        | 8      |
| Schweiz (IFPI)           | 31 (4 Wo.)        | 4      |

| ChartsJahrescharts (2023) | Platzierung |
| ------------------------- | ----------- |
| Deutschland (GfK)         | 36          |

Auf der Streaming-Plattform Spotify verzeichnet der Song im August 2025 über 127 Millionen Aufrufe.

### Auszeichnungen für Musikverkäufe
Im Jahr 2023 erhielt Ich hass dich jeweils eine Goldene Schallplatte in Österreich und der Schweiz sowie im Jahr 2024 eine Platin-Schallplatte in Deutschland. Im Februar 2024 erreichte die Single in Österreich Platinstatus. Damit verkaufte sich die Single laut Schallplattenauszeichnungen über 640.000 Mal.
| Land/Region        | Auszeichnungen für Musikverkäufe (Land/Region, Auszeichnung, Verkäufe) | Verkäufe |
| ------------------ | ---------------------------------------------------------------------- | -------- |
| Deutschland (BVMI) | Platin                                                                 | 600.000  |
| Österreich (IFPI)  | Platin                                                                 | 30.000   |
| Schweiz (IFPI)     | Gold                                                                   | 10.000   |
| Insgesamt          | 1× Gold · 2× Platin ·                                                  | 640.000  |